# Ascaro
«Аскаро» (італ. Ascaro) — ескадрений міноносець ВМС Італії типу «Сольдато» часів Першої світової війни.

## Історія створення
Корабель був закладений у 1911 році на верфі «Ansaldo» в Генуї і початково був замовлений Китаєм під назвою «Чінг По». На відміну від інших есмінців типу «Сольдато», його силова установка була змішана: один котел працював на вугіллі і два на нафті. Крім того, озброєння мало складатись з двох 76-мм і двох 47-мм гармат. У 1912 році цей корабель викупила Італія і перейменувала на «Аскаро».
Корабель був спущений на воду 6 грудня 1912 року, вступив у стрій 21 липня 1913 року. Його озброєння стандартизували з іншими есмінцями типу «Сольдато», але силова установка залишилася незмінною.

## Історія служби
Після вступу Італії у Першу світову війну «Аскаро» був включений до складу IV ескадри есмінців (разом з однотипними «Понтьєре», «Альпіно», «Карабіньєре», «Фучільєре», а також «Дзеффіро»), яка базувалась у Бріндізіi.
У жовтні 1916 року «Аскаро» разом з есмінцями «Нембо», «Бореа», «Гарібальдіно» та 4 міноносцями супроводжував крейсер «Франческо Ферруччо» та транспорти «Чойсінг», «Польчевера», «Аусонія» і «Булгарія», які здійснювали висадку десанту в Саранді (Албанія).
Надалі есмінець не залучався до бойових дій. У 1921 році він був перекласифікований в міноносець. У 1930 році він був виключений зі складу флоту і зданий на злам.